# Campionati di pugilato dilettanti dell'Unione europea
I campionati di pugilato dilettanti dell'Unione europea sono una competizione pan-continentale con cadenza annuale di pugilato dilettantistico in Europa. I campionati sono organizzati dall'organismo di governo europeo del pugilato dilettantistico EUBC (European Boxing Confederation) ed è riservato ad atleti provenienti dai paesi facenti parte dell'Unione europea e candidati (come la Turchia, tra i principali partecipanti al torneo).
La prima edizione risale al 2003 e prevedeva 11 categorie di peso. I primi campionati femminili sono stati organizzati nel 2006. Il torneo maschile è stato sospeso nel 2009 fino all'edizione del 2014.
Questa competizione non va confusa con i biennali Campionati europei di pugilato dilettanti.

## Edizioni

### Maschili
| Anno | No.  | Sede                  | Date            |
| ---- | ---- | --------------------- | --------------- |
| 2003 | I    | Strasburgo, Francia   | 10 - 14 giugno  |
| 2004 | II   | Madrid, Spagna        | 20 - 24 giugno  |
| 2005 | III  | Cagliari, Italia      | 4 - 11 giugno   |
| 2006 | IV   | Pécs, Ungheria        | 23 - 27 maggio  |
| 2007 | V    | Dublino, Irlanda      | 18 - 23 giugno  |
| 2008 | VI   | Władysławowo, Polonia | 15 - 22 giugno  |
| 2009 | VII  | Odense, Danimarca     | 14 - 21 giugno  |
| 2014 | VIII | Sofia, Bulgaria       | 8 - 16 agosto   |
| 2018 | IX   | Valladolid, Spagna    | 8 - 19 novembre |

### Femminili
| Anno | No.  | Sede                   | Date                 |
| ---- | ---- | ---------------------- | -------------------- |
| 2006 | I    | Porto Torres, Italia   | 6 - 12 giugno        |
| 2007 | II   | Lilla, Francia         | 4 - 8 dicembre       |
| 2008 | III  | Liverpool, Inghilterra | 4 - 8 agosto         |
| 2009 | IV   | Pazardžik, Bulgaria    | 24 - 28 giugno       |
| 2010 | V    | Keszthely, Ungheria    | 4 - 7 agosto         |
| 2011 | VI   | Katowice, Polonia      | 31 maggio - 4 giugno |
| 2013 | VII  | Keszthely, Ungheria    | 1 - 6 luglio         |
| 2017 | VIII | Cascia, Italia         | 4 - 12 agosto        |